# Joël Roman
 (juin 2010).
Si vous disposez d'ouvrages ou d'articles de référence ou si vous connaissez des sites web de qualité traitant du thème abordé ici, merci de compléter l'article en donnant les références utiles à sa vérifiabilité et en les liant à la section « Notes et références ».
Joël Roman, né le 26 octobre 1955, est un philosophe, essayiste et éditeur français.

## Biographie
Ancien élève de l’ENS de Saint-Cloud, agrégé de philosophie, Joël Roman prône « un multiculturalisme à la française », qui reconnaisse le pluralisme social et culturel de la société française, l’empreinte durable des immigrations post-coloniales, et sache adapter le modèle républicain à la « multiplicité individuelle », à la nouvelle question sociale des banlieues désormais majoritairement peuplées d'immigrés ou de descendants d'immigrés et à la présence établie de l’islam de France. Il place ainsi les notions de « reconnaissance » et de pluralisme au cœur de la recomposition du lien social et politique dans la société contemporaine française.
Directeur de la collection d’essais au format de poche « Pluriel », collaborateur de la revue Esprit et de la Ligue de l'enseignement, il est également membre du conseil scientifique du laboratoire d'idées Terra Nova et de celui de la fondation Jean Jaurès, tous deux proches du Parti socialiste français.

### Formation
Parallèlement à une formation classique de philosophie à l’Université de Paris I et à l’ENS de Saint-Cloud, où il a étudié plus particulièrement la tradition phénoménologique de Husserl à Merleau-Ponty, Joël Roman a eu une formation militante au sein du PSU, dont il a été l’un des dirigeants étudiants dans les années 1970, avant de devenir le rédacteur en chef de sa revue théorique Critique socialiste. Aussi s’est-il orienté vers la philosophie politique en étudiant l’œuvre de Hannah Arendt (dont il traduit avec Étienne Tassin dans les années 1980 la biographie que lui a consacrée Elizabeth Young-Bruehl) et fut l’élève de Claude Lefort (sous la direction duquel il rédige un DEA en 1986).

### Parcours professionnel et politique
Professeur d'école normale d’instituteurs de 1982 à 1989, il collabore, au début des années 1980, à la revue de la deuxième gauche Intervention, dirigée par Jacques Julliard, puis assure la rédaction en chef de la revue Esprit de 1988 à 2000. En 1995, il rejoint la Ligue de l'enseignement, où il anime jusqu’en 2009 le réseau « Social plus », qui conduit une réflexion transversale avec la CFDT et la Fédération des centres sociaux sur divers thèmes dont le social et les médias, la laïcité, l’État, l’immigration. Il participe aux activités de formation et aux publications de ces mouvements, notamment Les idées en mouvement.
Depuis 1990, il enseigne dans plusieurs universités (IEP de Paris jusqu’en 1997, Celsa Paris IV). Il a été membre du comité scientifique d’évaluation de la politique de la Ville (1992-1994) et de la commission présidée par Jacques Rigaud sur la « refondation de la politique culturelle de l'État » (1996). Il est membre fondateur (1998) de la commission puis de l’association « Islam et laïcité » et a fondé en 2005, avec Jean-Pierre Mignard, le mouvement Sauvons l’Europe.
En 2012, il signe la tribune Pour une nouvelle république appelant à voter pour le candidat François Hollande.
Il est Président de la Ligue de l'enseignement en juillet 2019. Il quitte son poste le 6 septembre 2020. Le 24 septembre 2020, il signe une tribune pour prendre la défense du militant salafiste Idriss Sihamedi. 

## Publications

### Livres
- Coordination, avec Étienne Tassin et Jacques Message, du numéro d'Autrement "À quoi pensent les philosophes", 1988.
- Le barbare et l'écolier, en collaboration avec Jean-Claude Pompougnac et Laurence Cornu, Calmann-Lévy, 1990.
- L'université cachée, Dix ans de débats au Centre Georges Pompidou, en collaboration avec Annie Benvéniste, collection Études et recherches, BPI, 1991.
- Introduction et choix des textes de Renan, Qu'est-ce qu'une nation ?, (avec une traduction inédite de la première lettre de Strauss à Renan), Presses Pocket, 1992.
- Direction de l'ouvrage Ville, exclusion et citoyenneté, Éditions Esprit, 1993.
- Quelle démocratie ? quelle citoyenneté ?, (avec Philippe Herzog, Blandine Kriegel, Dominique Voynet), Éditions de l'Atelier, 1995.
- Chronique des idées contemporaines, textes choisis et présentés, Éditions Bréal, 1995. Nouvelle édition revue, 2000.
- Introduction, choix des textes et participation à la traduction de Michael Walzer, Pluralisme et démocratie, Éditions Esprit, 1997.
- Coordination avec Jacques Donzelot du numéro spécial de la revue Esprit, « À quoi sert le travail social ? », mars-avril 1998.
- La démocratie des individus, Calmann-Lévy, 1998.
- Introduction, choix des textes et notes de Esprit, Écrire contre la guerre d’Algérie (1947-1962), Hachette Littératures, coll. Pluriel, 2002.
- Eux et nous, Hachette Littératures, collection Tapage, 2006.
- La Reconnaissance : Une revendication de dignité, Association Emmaüs, Le Temps des Cerises, 2006.

### Principaux articles

#### Philosophie
- « Sartre et Merleau-Ponty, une amitié philosophique », Revue internationale de Philosophie, no 152-153, 1985.
- « Excellence,individualisme et légitimité », Autrement, L’excellence, une valeur pervertie, no 86, janvier 1987.
- « La pensée de l'histoire : Arendt et Merleau-Ponty », Traversées du XXe siècle, La Découverte, 1988.
- « Paul Ricœur : entre Eric Weil et Hannah Arendt », Esprit, juillet-août 1988, numéro spécial Paul Ricœur.
- « Eloge de l’existentialisme français », Les enjeux philosophiques des années cinquante, sous la direction de Christian Descamps, Éditions du Centre Georges Pompidou, 1989.
- « L’élément de la parole: à partir de Jean-Toussaint Desanti », Esprit, juin 2008.

#### Travail social
- « Le déplacement de la question sociale », avec Jacques Donzelot, Face à l’exclusion, le modèle français, sous la direction de Jacques Donzelot, ed. Esprit, 1991.
- « Du handicap à l’exclusion. La question de la norme. », Société, éthique et handicap, sous la direction de Roger Dadoun, Groupe de Réflexion sur les Mutations Sociales. (G.R.E.M.S.), Association Régionale pour l'Intégration. (A.R.I.). 1996.
- « Exclusion et citoyenneté », revue Empan, Citoyenneté et travail social, été 1996.
- « La nouvelle gestion des risques », Le risque. Santé mentale et psychiatrie, Pratiques en santé mentale, no 1, février 2006.

#### Religion, laïcité
- « Le christianisme après la chrétienté », Michel de Certeau et la différence chrétienne, dir. Claude Geffré, Éditions du Cerf, 1991.
- « L’introuvable religion civile », Projet no 240, hiver 1994-1995.
- « La laïcité française à l’épreuve de la diversité », Philippe Dewitte, dir., Immigration et intégration. L’état des savoirs, La Découverte, 1999.
- « Identités et laïcité, les dynamiques de l’engagement social en question », La revue de la CFDT, hors-série, novembre décembre 2005.
- « Le renouveau de la question laïque et les principaux courants laïques aujourd’hui », 1905-2005 : les enjeux de la laïcité, commission Islam et Laïcité, l’Harmattan, 2005.

#### Démocratie, citoyenneté
- « Qu'est ce qui fait lien ? », Projet, Tisser le social, no 247, septembre 1996. Repris dans Fragile démocratie, sous la direction de Jean Weydert, Bayard Éditions, 1998.
- « Sujet de droit et citoyenneté », La justice et le mal, dir. Antoine Garapon et Denis Salas, Éd. Odile Jacob, 1997.
- « Pour une citoyenneté de la reconnaissance », in École et citoyenneté, dir. Bernard Bier et Joce Le Breton, Injep, Cahiers de l’action no 16, 2007.

#### École
- « Propositions pour l’école », notes de la Fondation Saint-Simon, février 1998.

#### Immigration
- « Pour en finir avec l’intégration », Immigration : un débat pour comprendre, des propositions pour construire, coordonné par Martine Aubry, Éditions de l’Aube, 2006.
- « Laïcité et immigration », in La République mise à nu par son immigration, dirigé par Nacira Guenif-Souilamas, La Fabrique, Paris, 2006.
- « Pour une autre politique européenne de l'immigration », note de Terra Nova, 31 octobre 2008.

#### Nation, Europe
- « L’Europe sera nécessairement postnationale », Le Monde, 15 septembre 1992, repris dans Les grands entretiens du Monde, Le Monde Éditions, 1994.
- « Un multiculturalisme à la française ? », Esprit, juin 1995.
- « Remarques sur l’identité nationale », note de Terra Nova, 4 novembre 2009.
- « Identité nationale : quel "débat" ? », avec Michel Wieviorka, in L’Etat pyromane, dir. Olivier Ferrand, Terra Nova/Editions Delavilla, 2010.

#### Divers
- A Letter from Paris : the French Left after the Presidential Election, Dissent, Fall 1995.
- « Héritiers, parvenus et passeurs », Esprit, mars-avril 2002.
- « Les contradictions de l’altermondialisme », L'Économie politique, no 25, janvier 2005.
- « L’environnement, un défi pour la gauche », Esprit, décembre 2009.